# Kemp Tolley
Kemp Tolley (ur. 29 kwietnia 1908 w Manili, zm. 28 października 2000 w Corbett) – amerykański wojskowy, historyk i publicysta, kontradmirał United States Navy, oficer wywiadu, uczestnik II wojny światowej, w czasie której wsławił się między innymi ucieczką z zajętych przez Japończyków Filipin do Australii na starym żaglowcu, po trwającym niemal trzy miesiące rejsie przez kontrolowane przez nieprzyjaciela akweny.

## Życiorys
Kemp Tolley urodził się w rodzinie amerykańskiego wojskowego służącego na Filipinach. Akademię Marynarki Wojennej ukończył w 1929 roku. Po okresie służby na morzu, w tym na pancernikach "Florida" i "Texas", w maju 1934 roku został skierowany do Europy, gdzie pełnił obowiązki oficera wywiadu wojskowego. W tym czasie nauczył się płynnie władać językiem rosyjskim. Poza tym posługiwał się swobodnie także językami: francuskim, niemieckim i hiszpańskim.
W 1937 roku został adiutantem dowódcy South China Patrol i zastępcą dowódcy kanonierki rzecznej "Tutuila" na górnej Jangcy, w ramach Yangtze Patrol. Równolegle pełnił obowiązki oficera wywiadu w Szanghaju. Po okresie pobytu w Stanach Zjednoczonych, jako instruktor w Akademii Marynarki Wojennej, powrócił do Azji. 4 grudnia 1941 roku został wyznaczony na dowódcę zmobilizowanego starego żaglowca z pomocniczym napędem dieslowskim, "Lanikai". Zgodnie z osobistym, tajnym rozkazem prezydenta Roosevelta miał on pełnić dozór na wysuniętej, narażonej na atak japoński pozycji. Według późniejszych słów samego Tolleya okręt, uzbrojony jedynie w antyczne działo trzyfuntowe i karabin maszynowy, miał być łatwym celem dla nieprzyjaciela i w razie potrzeby stanowić casus belli dla amerykańskiej administracji. Po ataku na Pearl Harbor misja została jednak odwołana. 26 grudnia 1941 roku szkuner opuścił Manilę, uciekając przed japońską ofensywą. Przepłynął na Jawę, gdzie uczestniczył w działaniach kampanii w Holenderskich Indiach Wschodnich, zaś tuż przed ich poddaniem odpłynął w dalszy rejs. Po trwającym 82 dni rejsie przez kontrolowane przez przeciwnika wody, 18 marca następnego roku dopłynął do Fremantle w Australii, jako jeden z nielicznych amerykańskich okrętów, któremu udało się opuścić wody filipińskie i indonezyjskie.
W maju 1942 roku Tolley został mianowany asystentem attaché morskiego w Moskwie. Pozostawał na tym stanowisku przez dwa kolejne lata, w 1944 roku żeniąc się z Rosjanką, Władą Gricenko. W tym samym czasie został awansowany do stopnia komandora (Captain). Ostatni rok wojny spędził na Pacyfiku, biorąc udział w walkach o Leyte, Iwo Jimę, Okinawę i operacjach na japońskich wodach wewnętrznych. Był raniony w kampanii na Okinawię.
Po zakończeniu wojny pełnił między innymi funkcje dyrektora wydziału wywiadowczego Armed Forces Staff College w Norfolk (1949–1952), dowódcy Amphibious Squadron 5 (1954–1956) oraz komendanta bazy floty w Jokosuce (1958–1959). W stan spoczynku przeszedł w lipcu 1959 roku, zaś w roku następnym został awansowany do stopnia kontradmirała (Rear Admiral) i, w związku z wojną wietnamską, powrócił na krótki czas do służby czynnej jako dowódca konwoju z San Diego na Hawaje.
Na emeryturze osiadł w Monkton w stanie Maryland. Współpracował z licznymi pismami fachowymi, w tym "Proceedings of the US Naval Institute" oraz "Shipmate", wydawanym przez US Naval Academy. Był autorem książek: Yangtze River Patrol: the U.S. Navy in China (1971), Cruise of the Lanikai: Incitement to War (1973) oraz Caviar and Commisars: the Experiences of a U.S. Naval Officer in Stalin’s Russia (1983). 9 czerwca 1992 roku został członkiem Defense Attaché System Hall of Fame. Zmarł 28 października 2000 roku w swoim domu w Corbett w stanie Maryland.